# Đầu tư tác động
Các đầu tư tác động là các đầu tư vào các công ty, tổ chức, và các quỹ với ý định tạo ra tác động xã hội và môi trường có thể đo được cùng với một hoàn vốn tài chính. Các khoản đầu tư tác động có thể được thực hiện trong cả thị trường mới nổi và thị trường phát triển, và nhắm mục tiêu một loạt các hoàn vốn từ thị trường bên dưới tới lãi suất thị trường bên trên, tùy thuộc vào hoàn cảnh. Đầu tư tác động có xu hướng có nguồn gốc từ các vấn đề xã hội hoặc các vấn đề môi trường. Các nhà đầu tư tác động tích cực tìm kiếm để đặt vốn trong các doanh nghiệp và các quỹ có thể khai thác sức mạnh tích cực của doanh nghiệp. Đầu tư tác động xảy ra trên các lớp tài sản, ví dụ vốn cổ phần/vốn mạo hiểm, nợ nần, và thu nhập cố định.
Các nhà đầu tư tác động được phân biệt chủ yếu bởi ý định của họ để giải quyết những thách thức xã hội và môi trường thông qua việc triển khai vốn của họ. Ví dụ, tiêu chí để đánh giá kết quả xã hội và/hoặc môi trường tích cực của các đầu tư là một thành phần tích hợp của quá trình đầu tư. Ngược lại, các người thực hành của đầu tư trách nhiệm xã hội cũng bao gồm các tiêu chí tiêu cực (tránh) như là một phần các quyết định đầu tư của họ.

## Bối cảnh
Trong lịch sử, quy định - và đến một mức độ thấp hơn, hoạt động từ thiện - là một nỗ lực để giảm thiểu những hậu quả xã hội tiêu cực của các hoạt động kinh doanh. Nhưng có một lịch sử của các nhà đầu tư cá nhân sử dụng đầu tư trách nhiệm xã hội để thể hiện giá trị của họ, thường là bằng cách tránh đầu tư vào các công ty hoặc các hoạt động cụ thể với các tác động tiêu cực. Trong những năm 1990, Jed Emerson ủng hộ phương pháp tiếp cận giá trị pha trộn, cho các cấp vốn của nền tảng sẽ được đầu tư trong sự liên kết với sứ mệnh của nền tảng, chứ không phải là để tối đa hóa hoàn vốn tài chính, vốn đã được các chiến lược chấp nhận trước đó.
Đồng thời, các cách tiếp cận như phòng ngừa ô nhiễm, trách nhiệm xã hội doanh nghiệp và ba cốt lõi đã bắt đầu được dùng để đo lường các tác động phi tài chính trong và ngoài các công ty. Năm 2000, Baruch Lev của Trường Quản lý Viện đại học New York đã kéo suy nghĩ về tài sản vô hình trong một cuốn sách cùng tên, trong đó đẩy mạnh suy nghĩ về các tác động phi tài chính của sản xuất công ty.
Cuối cùng, trong năm 2007, thuật ngữ "đầu tư tác động" xuất hiện, một cách tiếp cận mà cố tình xây dựng các tài sản vô hình bên cạnh tài sản tài chính, hữu hình.

## Ngành công nghiệp

### Quy mô thị trường
Số lượng các quỹ tham gia vào đầu tư tác động đã phát triển nhanh chóng trong năm năm qua, và một báo cáo từ năm 2009, Monitor Group, một hãng nghiên cứu, ước tính ngành công nghiệp đầu tư tác động có thể phát triển từ 50 tỷ USD hiện tại trong tài sản lên  500 tỷ USD tài sản trong thập kỷ tới. Vốn này có thể là trong một loạt hình thức bao gồm cổ phần, nợ, dòng vốn lưu động của tín dụng và bảo lãnh khoản vay. Các ví dụ trong những thập kỷ gần đây bao gồm nhiều khoản đầu tư vào tài chính vi mô, tài chính phát triển cộng đồng, và công nghệ sạch. Tăng trưởng của nó một phần là để phản biện các hình thức truyền thống của hoạt động từ thiện và phát triển quốc tế, đã được mô tả như là không bền vững và thúc đẩy bởi mục tiêu - hoặc ý tưởng bất chợt - của các nhà tài trợ.
Nhiều tổ chức tài chính phát triển như Commonwealth Development Corporation của Anh hay Norfund của Na Uy cũng có thể được coi là các nhà đầu tư tác động, bởi vì họ phân bổ một phần danh mục đầu tư của họ cho các đầu tư cung cấp các lợi ích tài chính cũng như phúc lợi xã hội hoặc môi trường.

### Các cơ chế đầu tư tác động
Các đầu tư tác động xảy ra trên các lớp tài sản và các khoản đầu tư. Trong số các cơ chế nổi tiếng nhất là vốn cổ phần tư nhân hoặc vốn mạo hiểm. Các đầu tư tác động cũng có thể được thực hiện bởi các nhà đầu tư thiên thần cá nhân. Các đầu tư tác động "vốn mạo hiểm xã hội" hoặc " vốn bệnh nhân" được cấu trúc tương tự như những vốn trong phần còn lại của cộng đồng vốn mạo hiểm. Các nhà đầu tư có thể có một vai trò tư vấn hoặc dẫn dắt tích cực sự phát triển của công ty, tương tự như cách một hãng vốn mạo hiểm hỗ trợ trong sự phát triển của một công ty trong giai đoạn đầu.
Đầu tư tác động chủ yếu diễn ra thông qua cơ chế mở cửa cho các nhà đầu tư tổ chức. Tuy nhiên, có nhiều cách để các cá nhân tham gia cung cấp tài trợ giai đoạn đầu cho các mạo hiểm pha trộn lợi nhuận và mục đích. Chúng bao gồm RSF Social Finance, Calvert Foundation, MicroPlace và với các nhà tư vấn tài chính tập trung vào tác động tư nhân như HIP Investor. Các cơ hội khác có sẵn cho các cá nhân bao gồm Investor Note Lưu trữ ngày 6 tháng 6 năm 2013 tại Wayback Machine của Viện Kinh tế Cộng đồng, Community Reinvestment Note Lưu trữ ngày 31 tháng 3 năm 2013 tại Wayback Machine của Calvert Foundation hay  Community Impact Note Lưu trữ ngày 21 tháng 6 năm 2013 tại Wayback Machine của Enterprise Community Partners.
Đầu tư tác động được phân biệt với các trang web lập quỹ đám đông như Indiegogo hay Kickstarter ở chỗ các đầu tư tác động thường là các đầu tư nợ hoặc vốn cổ phần hơn 1000 USD với thời gian thanh toán VC lâu hơn truyền thống, và có thể không có một "chiến lược rút lui" (theo truyền thống một IPO hoặc mua lại trong thế giới khởi động vì lợi nhuận). Mặc dù một số doanh nghiệp xã hội là phi lợi nhuận, đầu tư tác động thường là với các doanh nghiệp vì lợi nhuận, định hướng nhiệm vụ xã hội hoặc môi trường. Đầu tư tác động được phân biệt với tài chính vi mô (như MYC4) chủ yếu là quy mô thỏa thuận và thứ yếu bằng việc đầu tư cho vốn cổ phần chứ không phải nợ.
Các tổ chức tiếp nhận vốn đầu tư tác động có thể được thiết lập một cách hợp pháp như một vì lợi nhuận, không vì mục đích lợi nhuận, Công ty B, Công ty trách nhiệm hữu hạn lợi nhuận thấp, hoặc các tên khác mà có thể khác nhau tùy theo quốc gia.
Các "tăng tốc" đầu tư tác động cũng tồn tại cho các doanh nghiệp xã hội giai đoạn hạt giống. Tương tự như tăng tốc giai đoạn hạt giống cho các khởi động truyền thống, tăng tốc đầu tư tác động cung cấp một lượng vốn nhỏ hơn các tài trợ Series A hoặc giao dịch đầu tư tác động lớn hơn.
Một số cơ sở tư nhân cũng làm đầu tư tác động. Xem Đầu tư liên quan đến chương trình để biết thêm.
Các mạng lưới đầu tư tác động cũng tồn tại để mang lại cùng các cá nhân có quan tâm đến đầu tư tác động. Mạng lưới nhà đầu tư có thể có các cuộc họp trực tiếp và/hoặc các nền tảng trực tuyến để tạo thuận lợi cho việc tìm kiếm cơ hội đầu tư phù hợp. Mạng lưới nhà đầu tư có thể hoặc không thể có một hồ quỹ để đầu tư đại diện cho mạng. Thông thường, vai trò của mạng là để mang các nhà đầu tư và người được đầu tư lại với nhau nhưng các mạng nhà đầu tư khác nhau về lượng của sự tích cực họ làm như là một mạng so với những gì các nhà đầu tư cá nhân làm trong việc đánh giá cơ hội.

### Các quỹ đầu tư tác động
- Acumen
- Small Enterprise Assistance Funds
- LeapFrog Investments
- Omidyar Network
- ACCION
- Lok Capital
- EKO Asset Management
- Elevar Equity
- Ankur Capital
- Bank of America Capital Access Funds Management Lưu trữ ngày 2 tháng 7 năm 2013 tại Wayback Machine
- Beyond Capital Fund
- Creation Investments
- EcoEnterprises Fund
- Grassroots Business Fund
- Gray Ghost Ventures
- Iroquois Valley Farms, LLC - Socially Responsible Farmland Investment Company
- Khosla Impact
- Khosla Ventures
- Banco FIE
- SONG Investment Company  Lưu trữ ngày 15 tháng 6 năm 2013 tại Wayback Machine
- FlexCAP
- Patamar Capital
- PhiTrust Partenaires
- Public Radio Fund LLC
- Shared Interest
- RENEW LLC
- Aavishkaar Venture Management Services
- New Media Ventures
- EcoAsia Sustainable Agriculture Fund Lưu trữ ngày 25 tháng 5 năm 2013 tại Wayback Machine
- Aravaipa Ventures
- Root Capital
- Truestone Impact Investments

### Các tổ chức thúc đẩy đầu tư tác động
- Village Capital
- Hub Ventures
- Dasra Social Impact
- Impact Engine
- Abundant Venture Partners
- Ennovent
- Craft3
- Iroquois Valley Farms, LLC
- Small Enterprise Assistance Funds
- Travois Holdings, Inc.
- Frontier Market Scouts Program Lưu trữ ngày 28 tháng 6 năm 2013 tại Wayback Machine
- Agora Partnerships Lưu trữ ngày 24 tháng 2 năm 2013 tại Wayback Machine
- Dutch-Bangla Bank Lưu trữ ngày 5 tháng 7 năm 2013 tại Wayback Machine
- Bangladesh Bank Lưu trữ ngày 26 tháng 8 năm 2001 tại Wayback Machine
- Global Social Benefit Incubator Lưu trữ ngày 10 tháng 7 năm 2013 tại Wayback Machine

Nguồn: ImpactSpace Lưu trữ ngày 9 tháng 6 năm 2013 tại Wayback Machine

### Các mạng lưới đầu tư tác động
- IMPACT ASSETS
- Mission Markets Lưu trữ ngày 14 tháng 6 năm 2013 tại Wayback Machine
- AlphaMundi Lưu trữ ngày 17 tháng 5 năm 2013 tại Wayback Machine
- Alterra Impact Finance
- Angel Ventures Mexico Lưu trữ ngày 5 tháng 7 năm 2013 tại Wayback Machine
- Avantage Ventures
- Community Development Venture Capital
- EnerTech Capital
- Futuro Forestal
- Invested Development
- Equities
- Toniic

Nguồn: ImpactSpace Lưu trữ ngày 9 tháng 6 năm 2013 tại Wayback Machine
Các nguồn lực bổ sung:
- ImpactBase - A Global Online Directory of Impact Investing Funds and Products
- ImpactSpace - like the TechCrunch of impact investing Lưu trữ ngày 9 tháng 6 năm 2013 tại Wayback Machine
- ImpactIQ - like the CrunchBase of impact investing
- Impact Investing Directory

## Đo lường, tiêu chuẩn, và dữ liệu
Một cam kết để đo lường hiệu quả xã hội và môi trường với sự chặt chẽ tương tự như hiệu quả tài chính là rất quan trọng, thậm chí không thể thiếu, thành phần của đầu tư tác động.
- IRIS - Các tiêu chuẩn báo cáo và đầu tư tác động
- Xếp hạng GIIRS Lưu trữ ngày 19 tháng 8 năm 2020 tại Wayback Machine
- ISO 26000
- Triple Bottom Line
- Chuỗi blog của Stanford Social Innovation Review "Ba công cụ đo lường của đầu tư tác động" Lưu trữ ngày 28 tháng 6 năm 2013 tại Wayback Machine